# Río Este (Nueva York)
El río Este (en inglés: East River) es un estrecho de agua del océano Atlántico en la ciudad de Nueva York. Conecta el puerto de Nueva York con el extremo sur y norte de Long Island. Separa a Long Island (incluidos los condados de Queens y Brooklyn) de la isla de Manhattan. En relación con el Long Island Sound, fue conocido como el río Sound.

## Historia
El estuario se formó 11.000 años atrás al final de la glaciación. Los glaciares esculpieron su trayecto, así también como la parte superior de Long Island Sound. Las bahías que existen (o existían antes de ser borradas por la actividad humana) eran en gran medida amplias y profundas en el área.

## Galería

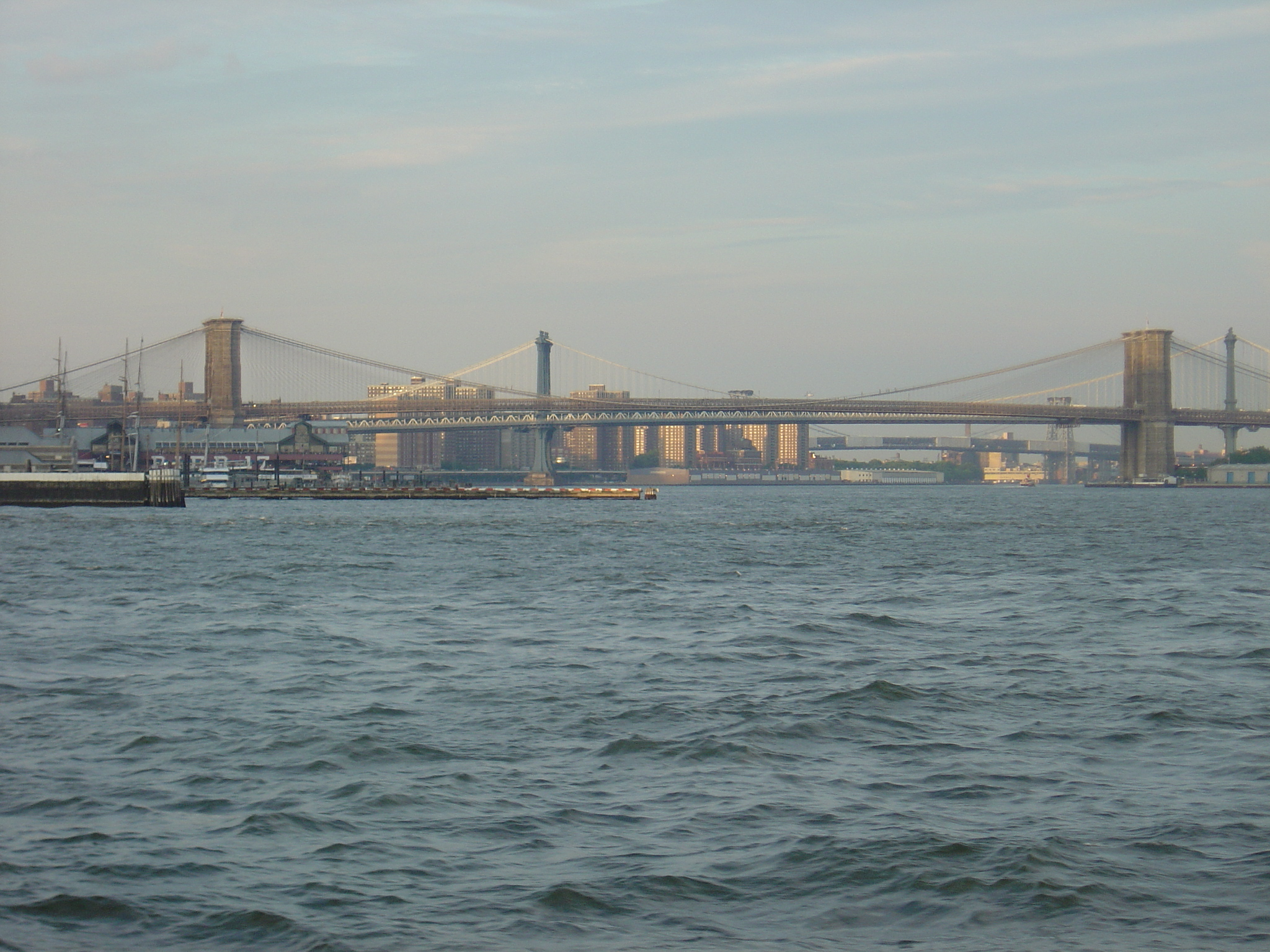
Panorama del río alrededor del puente de Brooklyn.
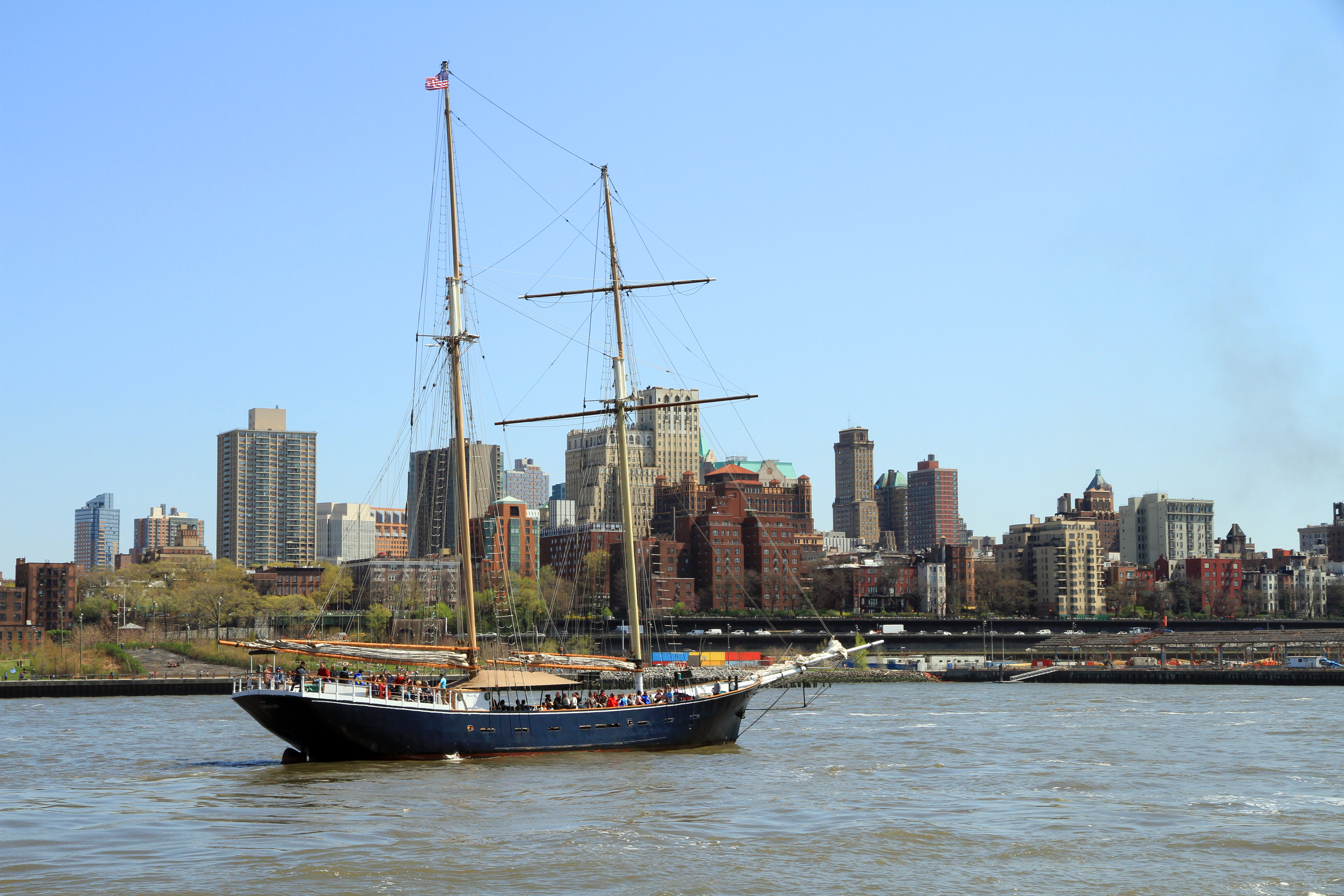
East River y Brooklyn Heights, 2013
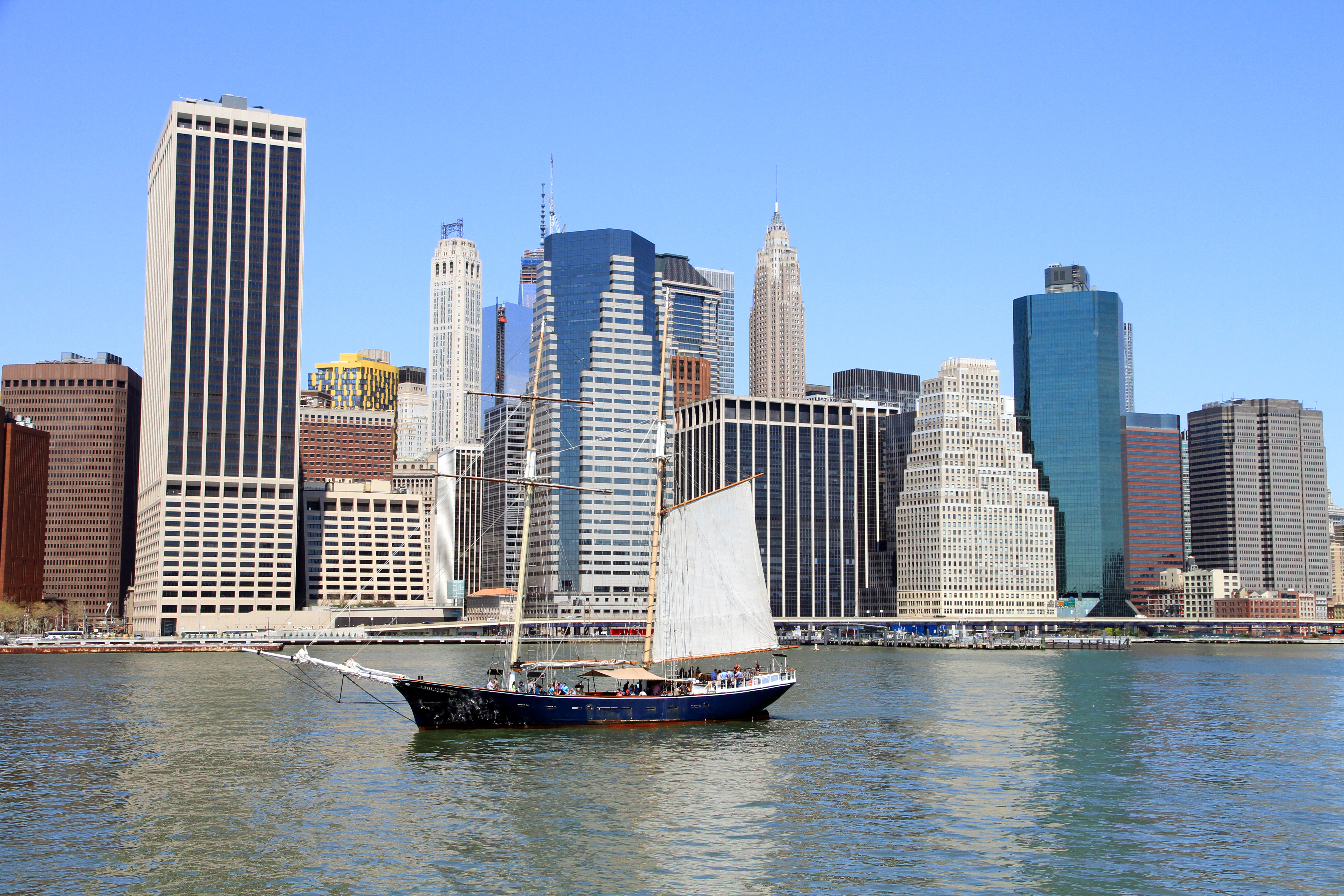
East River y Manhattan, 2013